# Norkus
Norkus ist ein litauischer männlicher Familienname.

## Ableitungen
- Norkūnas
- Norkevičius

## Weibliche Formen
- Norkutė (ledig)
- Norkuvienė (verheiratet)

## Namensträger
- Alfonsas Norkus (* 1951), litauischer Politiker
- Alfred Norkus (1901–1982), deutsch-österreichischer Tontechniker
- Caleb Norkus (* 1979), US-amerikanischer Fußballspieler
- Herbert Norkus (1916–1932), deutscher Hitlerjunge
- Renatas Norkus (* 1967), litauischer Verwaltungsjurist und Diplomat
- Rimvydas Norkus (* 1979), litauischer Zivilprozessrechtler, Richter, Gerichtspräsident des Obersten Gerichts Litauens sowie Professor der Mykolo Romerio universitetas
- Zenonas Norkus (* 1958), litauischer Philosoph